# Hertha Ayrton
Pour les articles homonymes, voir Ayrton.
Hertha Marks Ayrton née Phoebe Sarah Marks (Portsea, 28 avril 1854 – Bexhill-on-Sea, 23 août 1923) est une mathématicienne, inventrice et ingénieure britannique. Elle est renommée entre autres pour ses travaux scientifiques sur l'arc électrique.

## Enfance et éducation
Hertha Ayrton est née Phoebe Sarah Marks à Portsea, Hampshire en Angleterre le 28 avril 1854. Elle était le troisième enfant de Levi Marks, horloger d'origine polonaise et d'Alice Theresa Moss, couturière, fille de Joseph Moss, marchand de glace,.
Son père meurt en 1861, laissant la mère de Sarah avec sept enfants et un huitième à naître.
À neuf ans, Sarah est invitée par sa tante, qui a une école au nord de Londres. Elle vit avec ses cousins et reçoit une éducation à leurs côtés.
C'est grâce à ses cousins qu'elle est initiée aux mathématiques et aux sciences. À seize ans, elle devient gouvernante. Elle fait ses études supérieures au Girton College, à Cambridge, où elle est encadrée par Richard T. Glazebrook. Son inscription sera soutenue par l'auteur George Eliot qui travaillait alors sur Daniel Deronda ; il semble que George Eliot se soit inspirée de Sarah pour un personnage de ce livre, Mirah. Pendant ses études à Cambridge, elle construit un sphygmomanomètre, dirige la chorale, fonde la brigade anti-incendie de Girton et fonde un club de mathématiques avec Charlotte Scott.
Elle passe en 1880 l'examen universitaire de Cambridge, le tripos, mais n'obtient pas de diplôme, puisqu'à cette époque Cambridge n'accorde pas de diplôme aux femmes, mais seulement des certificats. En 1881, elle obtient sa licence à l'université de Londres.
Elle épouse en 1885 William Edward Ayrton, ils ont une fille, Barbara Ayrton-Gould, suffragiste, membre des United Suffragists et du Parti travailliste. Elle participe en 1919 à la fondation de la Fédération internationale des femmes diplômées des universités.

## Royal Society

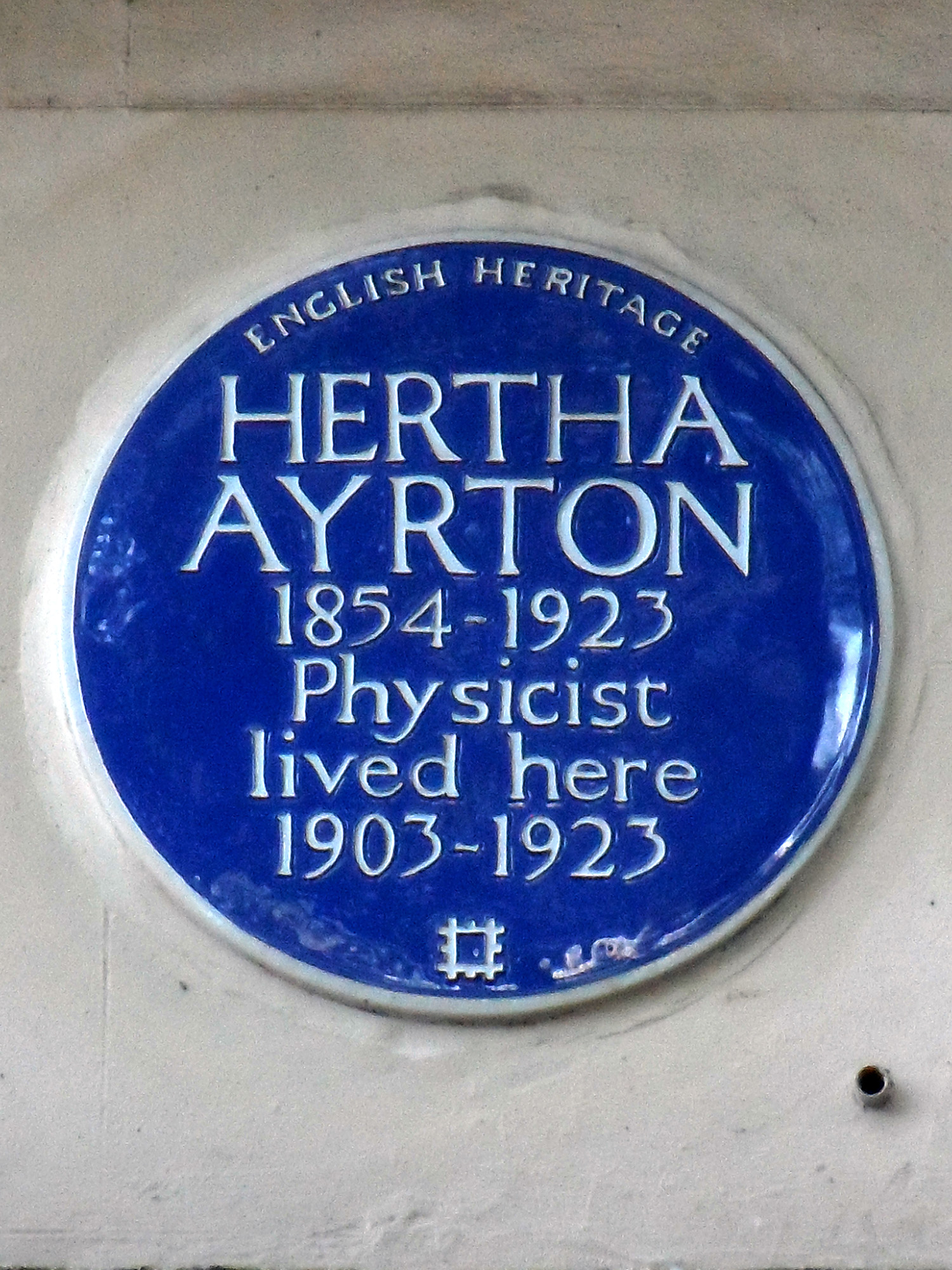
Blue Plaque

En 1902, Hertha Ayrton est la première femme à être proposée en tant que membre de la Royal Society, par le mathématicien et inventeur John Perry. La candidature d'Hertha Ayrton est rejetée à cause des avocats de la Society qui arrivent à justifier qu'une femme ne peut pas être membre de la RS. Le Sex Disqualification (Removal) Act 1919 et un Privy Council établissent, en 1929, l'égalité de la femme et rendent ces arguments pour que finalement, en 1944, la Royal Society admette des femmes en tant que membres.

## Publications
- The Electric Arc (1902) : copie numérisée

## Distinctions et hommages
- 1906 : médaille Hughes
- Un google doodle lui est consacré le 28 avril 2016[7]